# پت میلتیچ
پت میلتیچ (انگلیسی: Pat Miletich؛ زادهٔ ۱۹۶۶) بوکسور، کاراته‌کا، ورزشکار هنرهای رزمی ترکیبی و تحلیل‌گر ورزشی اهل ایالات متحده آمریکا است.